# Stackmyreblomfluga
Stackmyreblomfluga (Microdon miki) är en tvåvingeart som beskrevs av Doczkal och Schmid 1999. Stackmyreblomfluga ingår i släktet myrblomflugor, och familjen blomflugor. Arten är reproducerande i Sverige. Inga underarter finns listade i Catalogue of Life. Stackmyreblomflugans larver lever som namnet antyder i stackar av framförallt skogsmyror.